# ラリッサ・ピメンタ

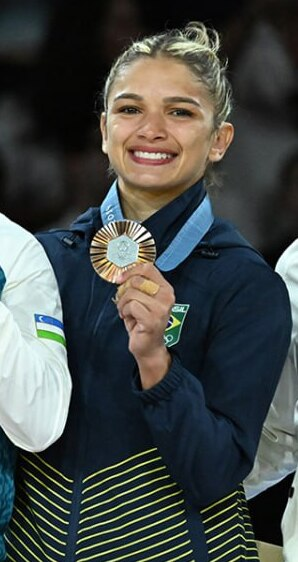

ラリッサ・シンシターノ・ピメンタ（Larissa Cincinato Pimenta 1999年3月1日- ）はブラジル・サンパウロ州サン・ヴィセンテ出身の柔道選手。階級は52kg級。

## 経歴
2018年の世界ジュニア団体戦で2位になった。2019年の世界ジュニアでは3位だったが、パンアメリカン競技大会で優勝した。2023年のパンアメリカン競技大会で2連覇した。2024年の世界選手権では7位だったが、パリオリンピックでは世界チャンピオンであるイタリアのオデッテ・ジュフリーダを破るなどして銅メダルを獲得した。
IJF世界ランキングは4802ポイント獲得で10位(24/7/22現在)。

## 主な戦績
- 2018年 - 世界ジュニア　団体戦　2位
- 2019年 - グランプリ・ザグレブ　3位
- 2019年 - グランプリ・アンタルヤ　3位
- 2019年 - グランドスラム・バクー　3位
- 2019年 - パンアメリカン競技大会　優勝
- 2019年 - グランドスラム・ブラジリア　2位
- 2019年 - 世界ジュニア　3位
- 2020年 - グランドスラム・パリ　3位
- 2021年 - パンナム選手権　優勝
- 2022年 - 世界選手権　7位
- 2023年 - グランドスラム・テルアビブ　3位
- 2023年 - パンアメリカン競技大会　優勝
- 2024年 - グランプリ・リンツ　優勝
- 2024年 - パンナム・オセアニア選手権　優勝
- 2024年 - グランドスラム・アスタナ　2位
- 2024年 - 世界選手権　7位
- 2024年 - パリオリンピック　3位

(出典、JudoInside.com)